# Vavrinec
Vavrinec (ungarisch Lőrincvágása – bis 1902 Vavrinc) ist eine Gemeinde in der Ostslowakei mit 59 Einwohnern (Stand 31. Dezember 2024), die im Okres Vranov nad Topľou, einem Teil des Prešovský kraj, liegt.

## Geographie

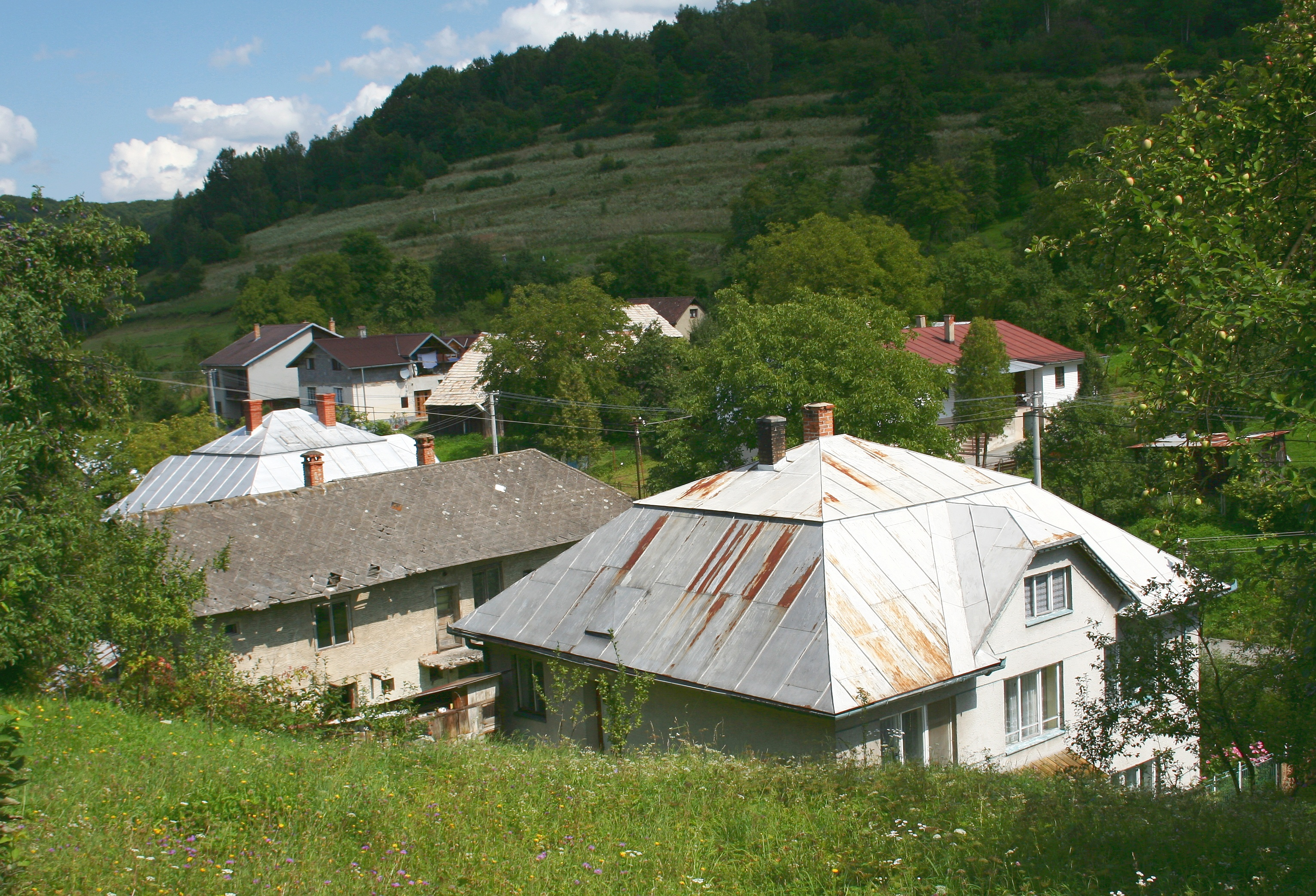
Blick in den Ort

Die Gemeinde befindet sich im Südteil der Niederen Beskiden im Bergland Ondavská vrchovina und liegt etwa acht Kilometer östlich der Stadt Hanušovce nad Topľou.

## Geschichte

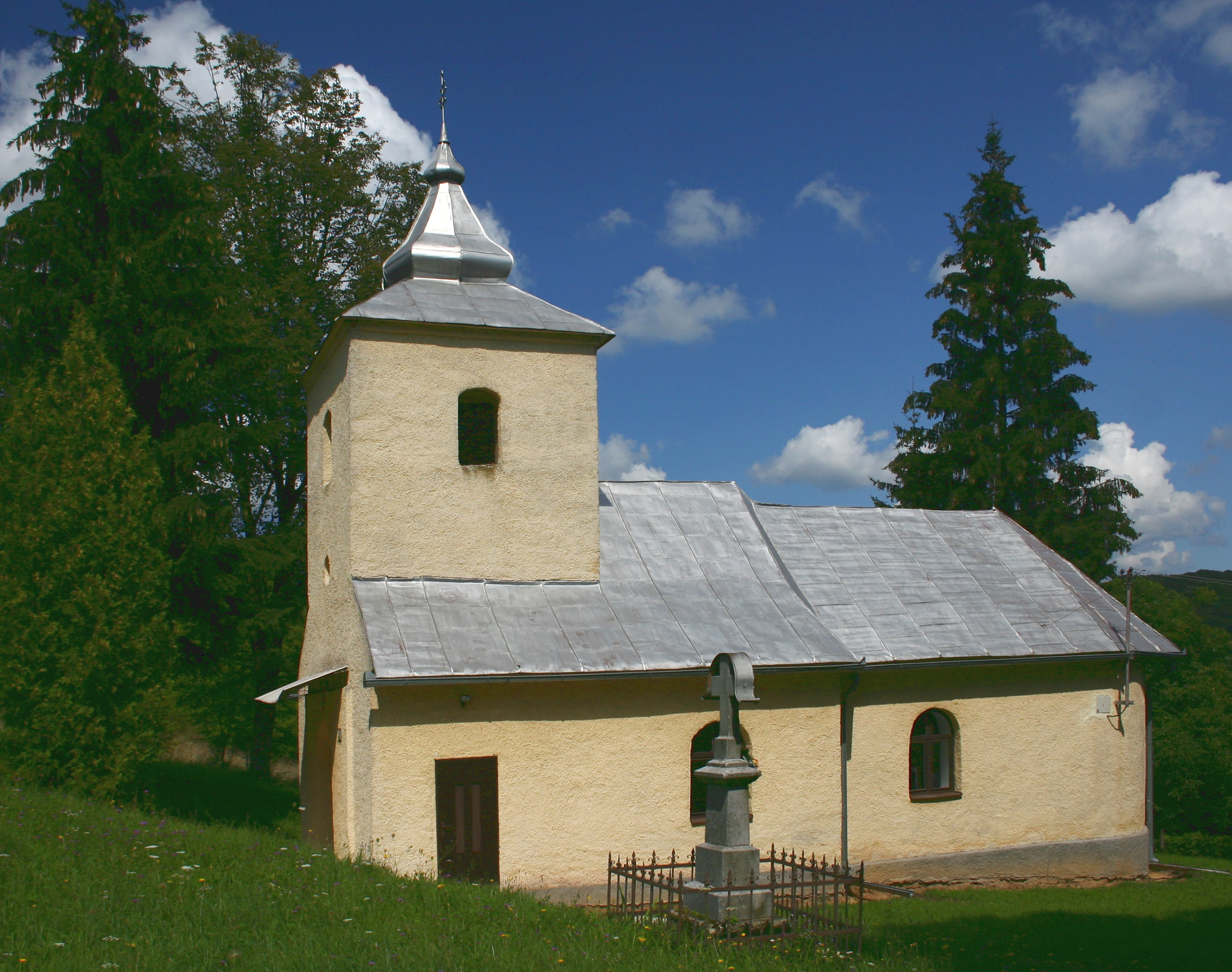
Griechisch-katholische Kirche in Vavrinec

Der Ort wurde 1363 zum ersten Mal als Leurenthuagasa schriftlich erwähnt und war Teil der Herrschaft der Burg Čičava, ab dem 18. Jahrhundert war es Besitz der Familie Bán. 1715 gab es vier verlassene und sechs bewohnte Haushalte. 1787 hatte die Ortschaft 23 Häuser und 179 Einwohner, 1828 zählte man 22 Häuser und 179 Einwohner, die als Landwirte, Weber und Viehzüchter tätig waren.
Bis 1918 gehörte der im Komitat Sáros liegende Ort zum Königreich Ungarn und kam danach zur Tschechoslowakei beziehungsweise heute Slowakei.

## Bevölkerung
| Jahr                | 1994 | 2004     | 2014    | 2024    |
| ------------------- | ---- | -------- | ------- | ------- |
| Anzahl der Personen | 81   | 63       | 60      | 59      |
| Unterschied         |      | −22,22 % | −4,76 % | −1,66 % |

| Jahr                | 2023 | 2024    |
| ------------------- | ---- | ------- |
| Anzahl der Personen | 61   | 59      |
| Unterschied         |      | −3,27 % |

Nach der Volkszählung 2011 wohnten in Vavrinec 63 Einwohner, davon 62 Slowaken. Ein Einwohner machte keine Angabe zur Ethnie.
54 Einwohner bekannten sich zur griechisch-katholischen Kirche, fünf Einwohner zur römisch-katholischen Kirche und ein Einwohner zur Evangelischen Kirche A. B. Bei drei Einwohnern wurde die Konfession nicht ermittelt.

## Bauwerke und Denkmäler
- griechisch-katholische Aussendung des Heiligen Geistes aus dem Jahr 1925, die durch Erweiterung einer kleineren Kirche aus dem Jahr 1858 entstand[6]